# Korana (Plitvička jezera)
Korana is een plaats in de gemeente Plitvička Jezera in de Kroatische provincie Lika-Senj. De plaats telt 24 inwoners (2001).